# Joseph Wedderburn
Joseph Wedderburn   (Forfar, 2 de febrer de 1882 - Princeton, 9 d'octubre de 1948) va ser un matemàtic escocès que va treballar, sobre tot, als Estats Units.

## Vida i Obra
Wedderburn, fill d'un metge, va estudiar al George Watson's College abans d'ingressar el 1898 a la universitat d'Edimburg, en la qual es va graduar en matemàtiques el 1903 amb honors. El curs següent va fer estudis de post-grau a les universitats de Leipzig i Berlín i el curs 1904-05 va rebre una beca Carnegie per ampliar estudis a la universitat de Chicago.
Els quatre anys següents va retornar a Edimburg on va ser assistent del professor George Chrystal i editor dels proceedings de la Societat Matemàtica d'Edimburg. La tardor de 1909 es va incorporar a la universitat de Princeton com preceptor de matemàtiques. Durant la Primera Guerra Mundial va servir en l'exèrcit britànic, essent voluntari des del primer moment. Acabada la guerra va retornar a Princeton, però un atac nerviós patit a finals dels anys 20's va fer que s'anés tornant progressivament més solitari. El 1945 la universitat li va concedir la jubilació anticipada pel seu benefici. Quan el van trobar mort a casa seva el 1948, feia ja dies que era mort sense que ningú se n'hagués assabentat.
Des de 1912 fins a 1928 va ser editor de la revista Annals of Mathematics.
Les obres més importants de Wedderburn son anteriors a 1930. Les seves recerques en el camp de l'àlgebra i, concretament, en el camp dels nombres hipercomplexos li van atorgar reconeixement mundial. Son fonamentals el teorema que porta el seu nom que estableix que tot grup finit és commutatiu i el teorema d'Artin-Wedderburn sobre les àlgebres simples.